# Pujals dels Cavallers
Pujals dels Cavallers és un poble situat al municipi de Cornellà del Terri, a la comarca del Pla de l'Estany. Està situat al cim de la serra que separa els vessants de la riera de Garrumbert i de la Farga, al sud de Pujals dels Pagesos.

## Història
L'any 1019 ja es troben referències al llinatge dels Pujals on se cita un Ramon Grasc de Pujals ("Remundo Grasch de Pugals"). D'altres personalitats del mateix cognom apareixen citats als segles xiii i xiv, com ara Dalmau de Pujals, que fou un canonge de la Seu de Girona que disposa d'un destacable sarcòfag al claustre de la catedral. Es creu que la noble família dels Pujals visqué a la casa d'aspecte senyorial anomenada la Torre (s. XV), molt reformada al llarg del temps, que va pertànyer als Foixà fins al segle xix.

## Principals monuments
L'església parroquial és romànica, del segle xi, amb campanar de cadireta. La porta principal és d'arc de mig punt dovellat i els batents són ornats amb espirals de forja, probablement del segle xii. Fou reformada al segle xviii afegint una capella a cada lateral i una sagristia. A l'interior destaca una petita pica baptismal d'estil gòtic i una creu processional d'argent del segle xvi, molt treballada, que es custodia a la sagristia.
L'altre edifici remarcable és el mas de Can Prades, construït amb pedra, amb porta dovellada i finestrals decorats amb escultures de caps.